# Triptyken
Triptyken (italiensk originaltitel Il trittico) är en samling av tre enaktsoperor - Manteln, Syster Angelica och Gianni Schicchi - skapade av Giacomo Puccini. Verket hade urpremiär 14 december 1918.

## Bakgrund
Kring 1904 började Puccini planera en serie enaktsoperor på grund av Pietro Mascagnis framgång med sin På Sicilien. Från början hade han planerat att basera varje akt på en del i Dantes Den gudomliga komedin, men i slutändan baserades bara Gianni Schicchi på Dantes epos. Dantetrilogin var tänkt att bestå av en realistisk och naturalistisk rysare, ett mysteriespel och en buffaopera. Precis som i Dantes verk skulle den första enaktaren, Manteln, framställa det mänskliga eländets inferno, den andra, Syster Angelica, skärselden och den tredje, Gianni Schicchi, paradiset. När de tre styckena väl hade fått sin slutliga utformning 1918, föreslog en av Puccinis vänner samlingsnamnet Il trittico (Triptyken), som en anspelning på den tredelade altartavlan. Puccini hade också planerat att de tre delarna alltid skulle framföras tillsammans, men idag är det ganska vanligt att en föreställning bara består av en eller två av de tre delarna - eller att en av delarna paras ihop med en enaktare av någon annan kompositör. Puccini blev mycket upprörd varje gång de tre operorna inte framfördes tillsammans.

## Uppföranden
Triptyken fick sin urpremiär på Metropolitan Opera i New York 14 december 1918, och en knapp månad senare, 11 januari 1919, fick den sin italienska premiär i Rom på  Teatro dell'Opera di Roma i närvaro av Puccini. 25 juni 1919 var det dags för premiär på Buenos Aires Teatro Colón och 6 december i Chicago. Överallt var det den tredje delen,  Gianni Schicchi, som fick den bästa kritiken  och det har sedan dess varit den del som framförs oftast.
År 2007 uppfördes en mycket uppmärksammad version på Metropolitan Opera, som i Sverige direktsändes av Sveriges Radio P2 . I den versionen hade handlingen i Manteln flyttats från 1910 till 1927, Syster Angelica utspelades 1938 istället för på 1600-talet, och Gianni Schicchi hade flyttats från 1299 till 1959.
Den svenska premiären av hela Triptyken ägde rum på Stockholmsoperan den 20 november 1920.

## De tre operorna

### Manteln
Denna första del är mycket mörk och dyster, full av den råhet som förknippas med verismo-opera. 

### Syster Angelica
Denna andra del var Puccinis personliga favorit. Det är en upplyftande berättelse om religiös botgörelse, men är den del som oftast utgår när bara två av de tre operorna framförs.

### Gianni Schicchi
Denna tredje del är den populäraste - en komisk fars full av girighet och lömskhet.